# Картая
Карта́я (исп. Cartaya) — город и муниципалитет в Испании, входит в провинцию Уэльва в составе автономного сообщества Андалусия. Муниципалитет расположен в районе (комарке) Коста-Оксиденталь (Западное побережье). Занимает площадь 226 км². Население — 21 408 человек (на 2024). Находится в 35 км от административного центра провинции.

## Топонимика и символы
Топоним Cartaya, вероятно, имеет финикийское происхождение: от слова Carteia, что переводится как «город».
Герб муниципалитета описан следующим образом:
- На зелёном фоне изображён золотой замок, стоящий на горе, омываемой серебряными и лазурными волнами.
- По обе стороны от замка расположены два растения синеголовника (исп. cardo).
- Все элементы размещены на красном щите.

Герб утверждён королевским указом от 21 июля 1972 года и опубликован в официальном государственном бюллетене (BOE) 24 августа того же года.
Флаг Картаи представляет собой красное полотнище с шестью горизонтальными полосами в нижней части (три белые и три синие). В центре флага расположен муниципальный герб. Флаг принят на пленарном заседании муниципалитета 10 августа 1998 года.

## Население
| Год  | Численность | Численность   |
| ---- | ----------- | ------------- |
| 2001 | 12 970      | [ 2 ]         |
| 2002 | 13 678      | [ 3 ]         |
| 2003 | 14 106      | [ 4 ]         |
| 2004 | 14 767      | [ 5 ]         |
| 2005 | 15 480      | [ 6 ]         |
| 2006 | 16 042      | [ 7 ]         |
| 2007 | 16 589      | [ 8 ]         |
| 2008 | 17 424      | [ 9 ]         |
| 2009 | 17 905      | [ 10 ]        |
| 2010 | 18 415      | [ 11 ]        |
| 2011 | 19 044      | [ 12 ]        |
| 2012 | 19 185      | [ 13 ]        |
| 2013 | 19 323      | [ 14 ]        |
| 2014 | 19 168      | [ 15 ]        |
| 2015 | 19 164      | [ 16 ]        |
| 2016 | 19 094      | [ 17 ]        |
| 2017 | 19 193      | [ 18 ]        |
| 2018 | 19 433      | [ 19 ] [ 20 ] |
| 2019 | 19 974      | [ 21 ]        |
| 2020 | 20 083      | [ 22 ]        |
| 2021 | 20 314      | [ 23 ]        |
| 2022 | 20 717      | [ 24 ]        |
| 2023 | 21 128      | [ 25 ]        |
| 2024 | 21 408      | [ 1 ]         |

В настоящее время население удваивается или даже утраивается летом за счет числа туристов, которые прибывают в Ромпидо и Портил.